# Witalij Bujalski
Witalij Kazymyrowycz Bujalski, ukr. Віталій Казимирович Буяльський (ur. 6 stycznia 1993 w Kalinówce, w obwodzie winnickim, na Ukrainie) – ukraiński piłkarz, grający na pozycji pomocnika.

## Kariera piłkarska

### Kariera klubowa
Wychowanek RWUFK Kijów, barwy którego bronił w juniorskich mistrzostwach Ukrainy (DJuFL). Karierę piłkarską rozpoczął 8 lipca 2010 w drużynie rezerw Dynama, a 26 maja 2013 debiutował w podstawowym składzie Dynama Kijów. Występował również w młodzieżowej drużynie Dynama. W lipcu 2013 został wypożyczony do Howerły Użhorod, w którym występował do końca sezonu.

### Kariera reprezentacyjna
Występował w juniorskiej i młodzieżowej reprezentacjach Ukrainy. 6 października 2017 zadebiutował w narodowej reprezentacji Ukrainy w wygranym 2:0 meczu towarzyskim z Kosowem.